# Detre László-díj
A Detre László-díjat az Eötvös Loránd Fizikai Társulat adományozza annak a személynek, aki a csillagászatban, valamint bolygónkkal és annak kozmikus környezetével foglalkozó fizikai kutatások területén kimagasló eredményt ért el. A díjat Detre László  (1906–1974) csillagászról nevezték el.

## Kitüntetettek
- 1976 Ill Márton
- 1977 Szeidl Béla
- 1978 Balázs Béla és Balázs Lajos
- 1979 -
- 1980 Szalay A. Sándor
- 1981 Szabados László
- 1982 Gombosi Tamás
- 1983 Kálmán Béla
- 1984 Paál György
- 1985 -
- 1986 -
- 1987 -
- 1988 -
- 1989 Patkós László
- 1990 -
- 1991 Somorjai Endre
- 1992 -
- 1993 Paál György
- 1994 -
- 1995 -
- 1996 Frei Zsolt
- 1997 -
- 1998 Kun Mária
- 1999 -
- 2000 -
- 2001 Szatmáry Károly
- 2002 -
- 2003 -
- 2004 -
- 2005 Tóth Imre
- 2006 Csabai István
- 2007 -
- 2008 -
- 2009 -
- 2010 -
- 2011 Kiss László
- 2012 Vinkó József
- 2013 -
- 2014 Moór Attila
- 2015 -
- 2016 -
- 2017 -
- 2018 Kiss Csaba, Kóspál Ágnes